# Koningsspelen
De Koningsspelen is een jaarlijkse sportdag voor kinderen in Nederland. Het evenement beoogt kinderen aan te zetten een gezonde leefstijl na te streven. De sportdag wordt sinds 2013 ieder jaar in april georganiseerd, op de laatste vrijdag voorafgaand aan Koningsdag. Als die dag op Goede Vrijdag valt, wordt het een week eerder gehouden. Dit gebeurde voor het eerst in 2019. In 2023 werden de Koningsspelen gespreid over twee dagen vanwege het Suikerfeest dat dat jaar op de vrijdag van de Koningsspelen viel. De islamitische scholen hielden de Koningsspelen een dag eerder, zodat zij op de vrijdag dit feest konden vieren. In 2025 worden de Koningsspelen vanwege de meivakantie een week eerder georganiseerd. De spelen vinden dat jaar bovendien voor het eerst niet op vrijdag, maar op donderdag plaats omdat het in die week vanwege Goede Vrijdag niet mogelijk was om de spelen op die dag te organiseren(de scholen zijn op Goede Vrijdag dicht).
Sinds de eerste editie in 2013 verzorgt het koor van Kinderen voor Kinderen jaarlijks een liedje voor het kinderevenement met een toegankelijk, begeleidend dansje.
Een selectie met liedjes van Kinderen voor Kinderen die zijn gemaakt voor de Koningsspelen.
| Liedje            | Jaar |
| ----------------- | ---- |
| Bewegen is gezond | 2013 |
| Doe de kanga      | 2014 |
| Energie           | 2015 |
| Hupsakee          | 2016 |
| Okido             | 2017 |
| Fitlala           | 2018 |
| Pasapas           | 2019 |
| Hand in Hand      | 2020 |
| Zij aan zij       | 2021 |
| FitTop10          | 2022 |
| ZiggZagg          | 2023 |
| Daba Die Daba Daa | 2024 |
| Baila Bailala     | 2025 |

## Geschiedenis
De Koningsspelen is een initiatief van oud-tennisser Richard Krajicek en wordt georganiseerd door de Krajicek Foundation en de Johan Cruyff Foundation. De eerste editie werd gehouden op 26 april 2013, naar aanleiding van de troonsbestijging van koning Willem-Alexander vier dagen later. Sindsdien wordt het evenement jaarlijks georganiseerd.
Tijdens de Koningsspelen staan gezond eten en actief bewegen centraal. Op veel basisscholen in Nederland wordt voorafgaand aan de sportieve activiteiten een gezamenlijk ontbijt geserveerd. De invulling van de sportdag is de vrije keuze van de deelnemende scholen en gemeenten.
Aan de Koningsspelen doen jaarlijks meer dan 1,2 miljoen kinderen afkomstig van ruim 6.000 basisscholen mee. Dit zijn scholen in het primaire onderwijs in Nederland, Aruba, Curaçao en Sint Maarten, de Nederlandse scholen in het buitenland en de eilanden van Caribisch Nederland: Bonaire, Sint Eustatius en Saba.

## Kritiek
Van verschillende kanten is er kritiek gekomen op het evenement. Zo was het door Jumbo aangeboden 'Koningsontbijt' volgens het Voedingscentrum en "voedselwaakhond" Foodwatch ongezond. Ook uit republikeinse hoek klonk gemor. Met name het dwingende karakter ervan (in de meeste gemeenten is het een gewone schooldag) en de vermeende persoonsverheerlijking van de koning die het met zich mee zou brengen stuitten sommigen tegen de borst. Het Nieuw Republikeins Genootschap probeerde in 2016 door middel van een crowdfundactie aandacht te genereren, om zo te bewerkstelligen dat deelname aan de Koningsspelen voortaan vrijwillig zou zijn. Verder bleek dat sommige scholen hun eigen jaarlijkse sportdag schrapten ten gunste van de Koningsspelen. In de drie grote steden is inmiddels een daling waargenomen in het aantal scholen dat meedoet.